# Non è facile essere uomini
Non è facile essere uomini è un album del cantautore italiano Toto Cutugno, pubblicato dall'etichetta discografica EMI nel 1991.
L'album è disponibile su long playing, musicassetta e compact disc.

## Tracce
1. Quelli come noi
2. Voglio che tu sia
3. Ocio
4. Quelle sere
5. Fino all'ultimo
6. C'è la RAI (con il Coro dei Piccoli Cantori di Milano diretto da Niny Comoli e Laura Marcora)

1. Stasera parliamo di donne
2. Week end in città
3. L'amore è... (con il Coro dei Piccoli Cantori di Milano diretto da Niny Comoli e Laura Marcora)
4. Un vecchio appena nato
5. Che donna (Che donna, che donna, ma che donna, Dio che donna sei)
6. Come è difficile essere uomini

## Formazione
- Toto Cutugno – voce, tastiera, fisarmonica
- Paolo Steffan – chitarra, programmazione
- Giorgio Cocilovo – chitarra
- Luca Colombo – chitarra
- Claudio Bazzari – chitarra
- Pinuccio Angelillo – sax
- Marina Balestrieri, Roberto Barone, Wanda Radicchi, Paola Folli, Moreno Ferrara, Silvio Pozzoli – cori